# Banu Ghubrin
Els Banu Ghubrin foren una fracció dels amazics zawawa que vivien a la part oriental de Cabília a Algèria. Encara els seus descendents viuen en aquesta regió (els Ait Ghobri). Els seus personatges més notables foren:
- Abu l-Abbas Ahmad ibn Abd Allah Ghubrini (1246-1304) funcionari hàfsida autor d'una biografia de personatges de Bugia.
- Abu Mahdi Isa Ghubrini, cadi de Tunis, mort vers 1410.